# Heinrich Hempel
Heinrich Hempel, född 1885, död 1973, var en tysk språkforskare.
Heinrich Hempel blev extraordinarie professor i Bonn 1928, i Köln 1929, och behandlade frågor rörande tysk och nordisk filologi, bland annat i Nibelungenstudien (1926) och Atlamál und germanischer Stil (1931).